# Les forces de la natura
Les forces de la natura (títol original: Forces of Nature) és una pel·lícula estatunidenca dirigida per Bronwen Hughes, estrenada el 1999. Ha estat doblada al català.

## Argument
Ben és a punt de casar-se amb Bridget, però tot sembla anar a la contra: el seu avió s'enlaira i està a punt d'estavellar-se; aquest no és més que el començament dels problemes. I tot gira al voltant de la fascinant Sarah.

## Repartiment
- Ben Affleck: Ben Holmes
- Sandra Bullock: Sarah Lewis
- Maura Tierney: Bridget Cahill
- Steve Zahn: Alan
- Blythe Danner: Virginia
- Ronny Cox: Hadley
- Michael Fairman: Richard Holmes
- Richard Schiff: Joe
- Athena Maria Bitzis: stripteaseuse Juanita
- Afemo Omilami: taxista
- David Strickland: Steve Montgomery
- Jack Kehler: Vic DeFranco
- Janet Carroll: Barbara Holmes
- Meredith Scott Lynn: Debbie
- George D. Wallace: Max

## Crítica
- "Protagonistes carismàtics, elegant visualment i amb una trama agradablement impredictible (...) una molt gaudible comèdia 'neo-screwball' de personatges oposats en ruta. "[3]
- "Una pel·lícula que ens porta per un florit corriol de novel·la, per abandonar-nos per un munt d'escombraries de final edificant. I ni tan sols és prou intel·ligent com per donar-nos el final feliç adequat."[4]
- "La pel·lícula mostra a una Sra. Bullock intentant divertir però que resulta massa frenètica. També té a un Sr. Affleck sense el suficient carisma -al Cary Grant- com per interpretar al seu tou personatge amb estil." J[5]